# Marija Aragonska, kraljica Kastilje
Marija Aragonska (1403. – Kruna Kastilije, 1445.) bila je kraljica Kastilje i Leona kao prva supruga kralja Ivana II. Kastiljskog. Ivanov i Marijin brak bio je politički savez.
Marija je bila kći Ferdinanda I. Aragonskoga i njegove žene Leonore. 

## Brak
Svome mužu, kralju Ivanu, Marija je rodila nekoliko djece; nema Marijinih potomaka danas. Par je dobio tri kćeri i sina, Henrika IV. (rođen 1425.). Henrik, koji je naslijedio oca, smatran je „slabim vladarem“.

## Preci
Marija je potomak aragonskog kralja Petra IV. i njegove supruge Eleonore Sicilske preko njihove kćeri Leonore. Leonorin sin je bio Ferdinand – Marijin otac. Petar I. Portugalski također je bio Marijin predak; Marija je tako potomak portugalskih i aragonskih kraljeva.